# Pelita Air Service
Pelita Air Service ist eine staatliche indonesische Fluggesellschaft mit Sitz in Jakarta und Basis auf dem Flughafen Halim Perdanakusuma.

## Geschichte
Pelita Air Service ist ein Tochterunternehmen der staatlichen Ölgesellschaft Pertamina. Es wurde 1963 gegründet und führt neben Charter- und Geschäftsflügen unter anderem Lufttaxi-, Such- und Rettungsflüge sowie Löschflüge durch.
Wegen Zweifeln an der indonesischen Flugaufsicht verhängte die Europäische Kommission zeitweise über alle Fluggesellschaften aus Indonesien ein Betriebsverbot in der Europäischen Union. Davon war auch Pelita Air Service betroffen.

## Flotte

### Aktuelle Flotte
Mit Stand Februar 2024 besteht die Flotte der Pelita Air Service aus 17 Flugzeugen mit einem Durchschnittsalter von 16,1 Jahren:
| Flugzeugtyp     | Anzahl | bestellt | Anmerkungen                                    | Sitzplätze | Durchschnittsalter (Februar 2024) |
| --------------- | ------ | -------- | ---------------------------------------------- | ---------- | --------------------------------- |
| Airbus A320-200 | 11     |          | einer inaktiv; vier mit Sharklets ausgestattet | 150 180    | 13,0 Jahre                        |
| ATR 42-500      | 01     |          | inaktiv                                        | 48         | 19,8 Jahre                        |
| ATR 72-500      | 01     |          |                                                | 66         | 19,9 Jahre                        |
| ATR 72-500F     | 03     |          | inaktiv; Frachtflugzeuge                       | Cargo      | 19,9 Jahre                        |
| Avro RJ85       | 01     |          | betrieben für die indonesische Regierung       | VIP        | 30,5 Jahre                        |
| Gesamt          | 17     | -        |                                                |            | 16,1 Jahre                        |

Des Weiteren werden Hubschrauber der Typen Bell 412EP und 430 sowie Bölkow Bo 105 und Sikorsky S-76A / C++ eingesetzt.

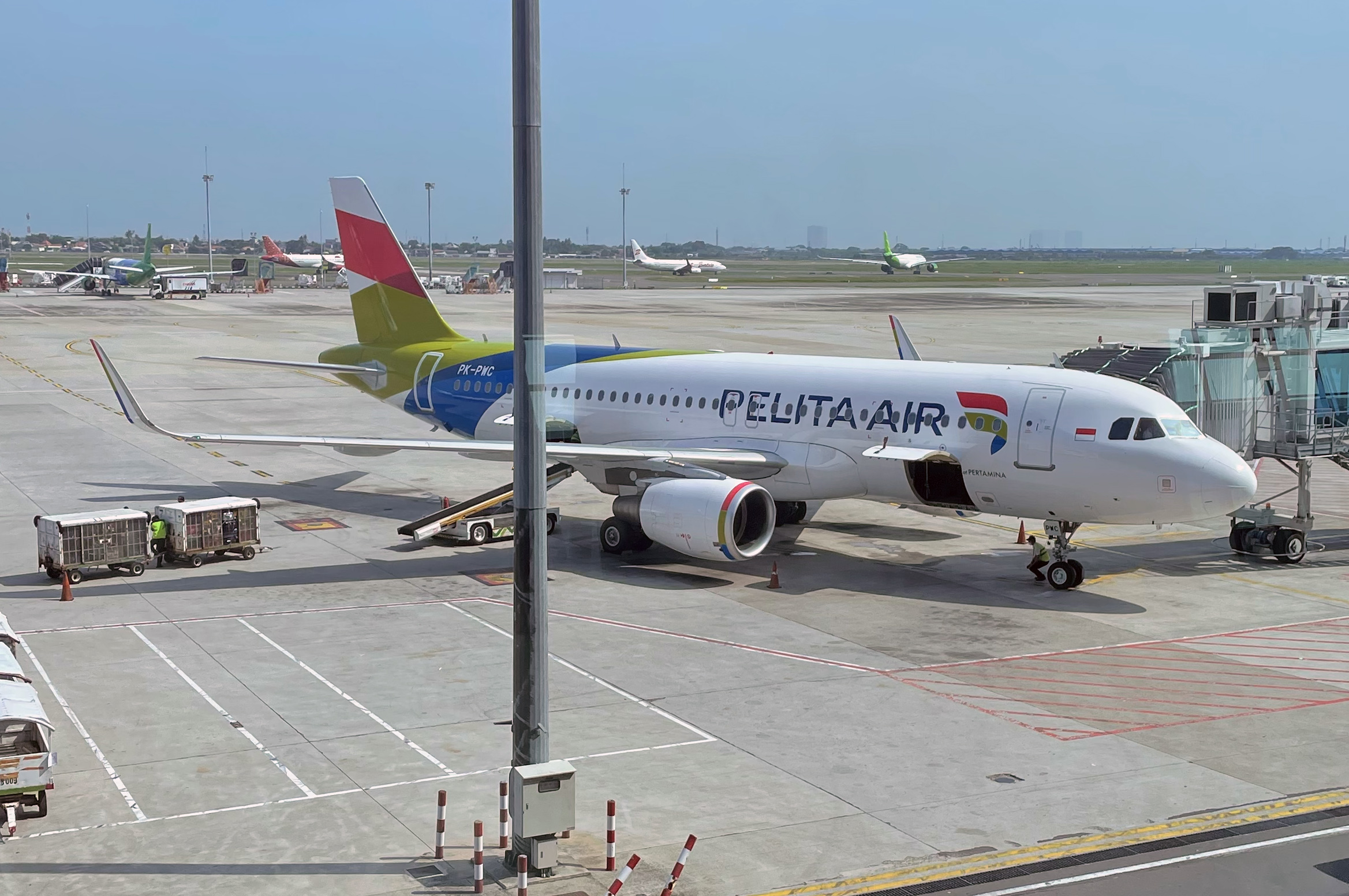
Ein A320 der Pelita Air in Jakarta

### Ehemalige Flugzeugtypen
- BAC 1-11-400
- BAe 146-200
- De Havilland Canada DHC-7-100
- Fokker 70
- Fokker 100